# Хатти
Хатти — самоназвание двух последовательно существовавших на территории Малой Азии в 3-2 тыс. до н. э. государств. 
Более древнее было создано хаттами, центр находился на территории современного поселения Аладжа-Хююк. Государство хаттов было покорено хеттами, язык которых относился к индоевропейским. Хетты перенесли свою столицу в город Хаттуса, однако заимствовали некоторые элементы хаттской культуры, в том числе название государства. В период своего наибольшего могущества (середина 2 тысячелетия до н. э.) Хатти занимало почти всю Малую Азию и контролировало прилегающую территорию Ближнего Востока. 
К концу 2 тысячелетия до н. э. Хатти распадается на ряд мелких государств, из которых восточные вскоре были поглощены Ассирией, а западные продолжились в виде послехеттских анатолийских государств (Лидия, Ликия и др.) вплоть до завоевания персами.

## Ранний период

### Терминология (Хатти, хатты, хетты)
Эволюция наших знаний по истории Передней Азии привела к определённой путанице в терминах.
После обнаружения в конце XIX века первых археологических данных о неизвестной ранее древней цивилизации на стыке Малой Азии и Ближнего Востока, носители этой культуры были сопоставлены с библейскими хеттеянами (2Цар. 11:3–23:39) или хеттеями (Нав. 1:4) и получили название хетты. Но в дальнейшем выяснилось, что самоназвание хеттов — звучит как хатти, и при этом относится фактически к двум этнически разным народам.
Более древний народ, говоривший на изолированном хаттском языке, стали называть хатты (не путать с германскими хаттами!), а их государство Хаттским или Хатти. (Ранее по отношению к ним применялся также неудачный термин протохетты).
За вторым народом, говорившим на индоевропейском хеттском языке, оставили название хетты, а государство соответственно было названо Хеттским.
Само же слово хатти оказалось достаточно многозначным:
- Древнее название города Хаттусы.
- Древний народ хатты.
- Государство со столицей в городе Хаттуса и также государственная принадлежность к нему (хетты).
- Государства, образовавшиеся на останках хеттской державы, народы которых продолжали считать себя хеттами.
- С точки зрения обитателей Древней Месопотамии — все несемитские (а иногда и семитские) народы к западу от Евфрата.

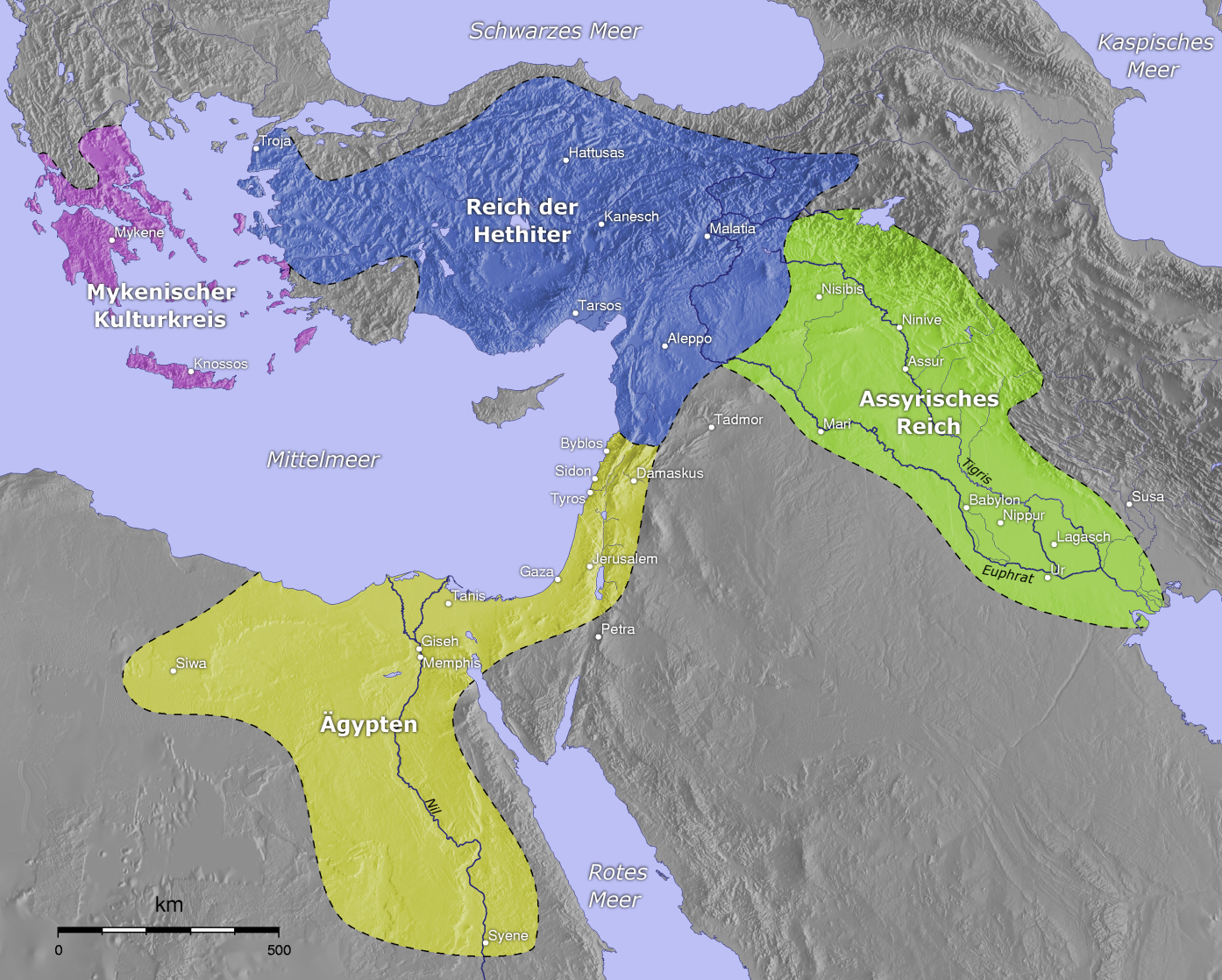
Древний Восток. Микенская культура, Древний Египет, государство хеттов и Ассирия

### Истоки цивилизации
О периоде становления известно весьма немного. Существенное влияние на формирование классового общества сыграла торговля с Месопотамией. В конце третьего тысячелетия Армянское нагорье находилось практически на полном самообеспечении, обладало весьма продвинутой металлургией, продукция которой и могла стать основой для экономического выделения части хаттского населения. Дефицитным ресурсом было олово, применявшееся для изготовления бронзы.

### Этнический состав
Нескольким известным лингвистам (Э. Форрер, Э. Ларош, И. М. Дунаевская и А. Камменхубер) удалось выяснить грамматическую структуру хаттского языка, и по их выражению — «она являет черты разительного структурного сходства с северо-западными кавказскими языками (абхазо-адыгскими)», а лингвистические исследования Г. А. Меликишвили и Г. Г. Гиоргадзе также делают вероятным близкое родство хаттского с языком касков.
С середины III тысячелетия в регион Хатти стали проникать носители анатолийских языков индоевропейской языковой семьи.
Пришедшие на территорию Хатти хетты (носители хеттского языка) смешались с местным хаттским населением. Процесс похоже был достаточно спокойным: резких изменений в культуре Хатти не зафиксировано.
Последующие поколения жителей Хатти разговаривали на хеттском языке, который сами называли неситским, но себя считали хаттами и наследовали культуру именно хаттов.
Было ли связано распространение хеттского языка с захватом власти в хаттских городах хеттами или же хеттский язык стал общеупотребительным из-за распространения на обширных территориях достаточно моноязычных хеттских общин в противовес множеству изолированных хаттских и иных диалектов — остается предметом дискуссий.
На смежных с Хатти территориях Малой Азии происходил схожий процесс смешения лувийских племен с местными народами (родственными хаттам).
Также неясен и путь проникновения хеттов и лувийцев в Малую Азию.

### Государство и общество
К началу второго тысячелетия на территории Малой Азии существовало множество городов-государств, которые торговали, сражались друг с другом, объединялись в союзы, но централизованного государства в тот момент ещё не было. Среди наиболее значимых центров числятся Неса, Цалпува, Бурушхаттум (Пурусханда), Салативара, Куосара и Хатти. Причем Бурушхаттум, возможно, являлся некоей доминантой (его правитель носил титул «Великий царь», в отличие от остальных «царей»).

### Религия и культура
Хаттское население поклонялось местным культам. Самыми почитаемыми божествами были бог Грозы и богиня Солнца, имевшие разные имена в разных областях. Сходные культы были распространены также и у населявших юго-восток Малой Азии хурритов. О культуре хеттов до их смешения с хаттами и принятия их культуры ничего не известно.

## Позднехеттские царства
После крушения Хеттской державы на большей части её бывшей территории исчезают все следы былого величия, пропадает хеттская письменность, исчезает и сам язык. Только на средиземноморском побережье до времен Римской империи сохраняются хетто-лувийские языки.
Тем не менее, на юго-восточной периферии рухнувшей империи в XII в. до н. э. возникают несколько небольших государств, население которых считало себя хеттами. При этом появляются новые города, выдвигаются на лидирующие позиции ранее малозначимые, многие же старые центры более не упоминаются.
На месте Хеттского государства возникли другие государства - Тувана, Гургум, Табал, Хатти, Самаль. На основе хеттов стал формироваться новый народ – каппадокийцы.

### Основные события
Ассирийский царь Тиглатпаласар I в 1110 году до н. э. упоминал о сборе дани во время походов к Евфрату и Средиземному морю с «Великих Хатти» в Мелиде и Каркемише, которые, очевидно, в тот момент контролировали северную Сирию.
После периода некоторого упадка в Ассирии Ашшурнацирапал II предпринял новый поход к Евфрату и в 876 году до н. э. обложил данью Каркемиш и другие хеттские государства вплоть до Средиземного моря, не встретив существенного сопротивления.
Следующий ассирийский царь Салманасар III уже встретил некоторое сопротивление со стороны объединенного войска Каркемиша, Хаттины, Бит-Адини и Сам’ала. Впрочем, хеттское войско было разбито, Каркемиш пал, а северная Сирия снова оказалась под ассирийской властью.
Однако, уже в 853 году до н. э. цари Дамаска и Хамата смогли противопоставить ассирийскому войску объединенные отряды двенадцати вассальных городов и ценой больших потерь остановить ассирийцев. Тем не менее, походы ассирийцев на Дамаск продолжились, и к 804 году до н. э. Ададнерари III взял Хамат и Дамаск.
Вскоре у Ассирии появился новый соперник, царство Урарту, и практически все хеттские города-государства перешли на сторону Урарту.
В 742 году до н. э. произошло генеральное сражение между ассирийским войском Тиглатпаласара III и урартским войском под личным руководством царя Сардури. Войска урарту были разбиты наголову и к 742 году до н. э. все сирийские государства были возвращены под власть Ассирии.
А ещё через несколько лет Ассирия начала планомерно превращать зависимые города-государства в ассирийские провинции, и к 709 году до н. э. все хеттские государства были аннексированы.

### Культура
К началу первого тысячелетия культурное влияние хеттов охватывало Сирию и проникло в Палестину. Однако, само население новых хеттских государств не было непосредственными носителями «официальной» хеттской культуры времен империи. Их лувийский язык похож на хеттский, но не идентичен ему. Клинопись более не применяется, вместо неё несколько вариаций иероглифического письма.